# Caroline et ses amis
Cet article concerne une série télévisée d'animation. Pour la série d'albums, voir Caroline (albums). Pour la série télévisée québécoise, voir Caroline (série télévisée).
 (août 2022).
Si vous disposez d'ouvrages ou d'articles de référence ou si vous connaissez des sites web de qualité traitant du thème abordé ici, merci de compléter l'article en donnant les références utiles à sa vérifiabilité et en les liant à la section « Notes et références ».
Caroline et ses amis est une série télévisée d'animation
helvético-française  en 52 épisodes de 13 minutes, créée d'après le personnage de livres pour enfants de Pierre Probst, diffusée à partir du 3 septembre 1994 sur France 2 et rediffusée sur Piwi. La musique originale est composée par Didier Ledan et Joseph Refalo.
Depuis le 20 novembre 2013, la série dispose d'une chaîne Youtube, où plusieurs épisodes sont mis en ligne.

## Synopsis
Cette série met en scènes les aventures de Caroline, une fillette blonde à couettes et à la salopette rouge, et de sa bande d'amis animaux anthropomorphes : les 3 chiens Bobi, Youpi et Pipo, les 2 chats Pouf et Noiraud, l'ourson Boum, le lionceau Kid et la panthère Pitou.

## Les Chansons des personnages de Caroline et ses amis animaux
- Noiraud  « Chat Farceur »
- Boum « et Boum »
- Caroline « Au clair de l'amitié »
- Kid « Mais où est ma tartine »
- Pouf « Noblesse oblige »
- Youpi « Je l'avais bien dit »
- Bobi « Vive le sport »
- Pitou « Je dors, je rêve »
- Pipo « Bricolo-Bricoleur »

## Personnages
- Si vous ne connaissez pas le sujet, laissez ce bandeau (vous pouvez alors contacter les auteurs).
- Si vous supprimez le contenu mis en cause (vous pouvez préalablement contacter les auteurs),

argumentez précisément cette suppression dans la page de discussion
(un manque de référence n'est pas un argument ; une recherche réelle de référence doit avoir été effectuée, être formellement documentée).
- Caroline : l'héroïne est une petite fille à couettes blondes de 10 ans.

Coiffée de deux couettes blondes et des beaux yeux bleus, Caroline est une petite fille moderne, active, indépendante. Elle porte un chemisier blanc et une salopette rouge, et elle est chaussée de ballerines blanches et les autres tenues.
Les huit amis de Caroline « Animaux anthropomorphes »
- Pitou : la panthère anthropomorpheus, paresseuse et rusée.
- Pouf : chaton blanc anthropomorphe à nœud papillon bleu. Élégant, un peu snob, farfelu.
- Noiraud : chaton noir anthropomorphe à casquette jaune et bleu. espiègle, fanfaron, farceur, imprévisible.
- Pipo : chien de berger anthropomorphe efficace, courageux. Le sens du devoir. Indépendant, débrouillard, curieux, intelligent, vif.
- Youpi : cocker anthropomorphe naïf, turbulent, un peu bougon, mais très généreux, dévoué et affectueux. Peureux et casanier, il aime se faire câliner par Caroline.
- Boum : l’ourson anthropomorphe, Rêveur, gourmand. Beaucoup de bonne volonté, mais de la maladresse.
- Kid : le lionceau anthropomorphe, Un peu paresseux, comme Pitou. Glouton, mais fort, brave, gentil, serviable.
- Bobi : le chiot noir et blanc anthropomorphe, rieur et intrépide. Beaucoup de dons naturels. Il excelle dans toutes les disciplines sportives.

## Épisodes
1. La mer monte
2. Pitou reine des îles
3. Youpi magicien
4. En direct du grenier
5. Gros régime pour gros gourmand
6. Pitou gagne la course
7. Drôle de théâtre
8. Panique dans le troupeau
9. Que le meilleur gagne
10. À l'eau les petits navires
11. La Vaillante prend l'eau
12. Les naufrages de La Vaillante
13. Le fantôme gourmand
14. Tempête de neige
15. La lettre au père Noël
16. Le sapin de Noël
17. Un cadeau de trop
18. Pouf des Bois
19. Huit rois pour une reine
20. À la cour du roi Pouf
21. Une soirée chez les fantômes
22. Grand-papa Pouf
23. Silence, on tourne
24. Hoquet sur glace
25. Pouf maharadjah
26. Bobi veut voler
27. Un espion au grand hôtel
28. Yéti, y es-tu ?
29. Jeux de neige
30. La lettre de l'ogre
31. Boum est amoureux
32. Drôles de jardiniers
33. Le tour du monde de Pouf
34. Il y a de l'orage dans l'air
35. Le château hanté
36. Les apprentis fermiers
37. Princesse Caroline
38. Gags en vrac
39. Le château de Rienkivaille
40. Le grand Caroline Circus
41. Au secours Caroline
42. On a volé les confitures
43. Vétérinaires en herbe
44. Quand Titus s'en mêle
45. Pitou au creux de la vague
46. Manège, guimauve et barbe à papa
47. Embarquement immédiat
48. L'étoile filante
49. Le trésor de Surpouf
50. Le gâteau d'anniversaire
51. Le retour de Barbe-Bleue
52. Les Robinsons de la forêt

## Distribution
- Dorothée Pousséo : Caroline
- Edgar Givry : Bobi / Pouf
- Michel Vigné : Youpi / Kid
- Michel Mella : Pipo / Noiraud
- Brigitte Lecordier : Boum / Pitou
- Hervé Caradec : le maire

## Produits dérivés

### DVD
1. Caroline et ses amis : Une drôle d'équipe (1er octobre 2002) ASIN B00006NSVL (CITEL Vidéo) (épisodes 26, 31, 42, 34, 6, 23, 40, 4, 18, 2)
2. Caroline et ses amis : Caroline et ses amis partent à l'aventure (1er octobre 2002) ASIN B00006NSVM (CITEL Vidéo) (épisodes 33, 52, 41, 11, 12, 21, 35, 51, 39, 13)
3. Caroline et ses amis : Caroline et ses amis fêtent Noël (4 novembre 2005) ASIN B000BOF0GY (BAC Films) (épisodes 16, 15, 14, 17, 5, 13, 30)
4. Caroline et ses amis : Aux sports d'hiver (17 février 2006) ASIN B000E0W3TM (BAC Films) (épisodes 24, 28, 29, 3, 4, 23, 38, 40)
5. Caroline et ses amis : Aventures à la ferme (24 mars 2006) ASIN B000F4L79E (BAC Films) (épisodes 36, 8, 32, 43, 6, 7, 9, 46)
6. Caroline et ses amis : À la plage (6 juillet 2006) ASIN B0009Y9F1W (BAC Films) (épisodes 1, 31, 11, 12, 44, 45, 2)
7. Caroline et ses amis : Une soirée chez les fantômes (7 octobre 2006) ASIN B000G9YD86F (BAC Films) (épisodes 18, 20, 21, 25, 26, 35, 50)
8. Caroline et ses amis : Princesse Caroline (14 octobre 2006) ASIN B0009A9C1K (BAC Films) (épisodes 34, 37, 39, 41, 42, 51, 52)
9. Caroline et ses amis : Embarquement Immédiat (21 octobre 2006) (BAC Films) (épisodes 27, 33, 47, 48, 49, 19, 22)

À noter que:
- Les épisodes du DVD 1 (CITEL Vidéo) sont tous contenus dans les DVD 6, 7, 8, 9 et 3.
- Les épisodes du DVD 2 (CITEL Vidéo) sont tous contenus dans les DVD 4, 5, 6, 7, et 8.
- Les DVD 3, 4, 5, 6, 7, 8 et 9 (BAC Films) n'ont aucun épisode en commun.
- Seul l'épisode 10 "À l'eau les petits navires" reste à ce jour inédit en DVD et n'est disponible que sur la VHS "Caroline et ses amis font du sport".